# Блицаукцион
Блиц-аукцио́н — вид аукциона, при котором товар или услуга выставляется на продажу по минимальной стоимости. После старта аукциона участники делают ставки. Каждая ставка повышает текущую стоимость лота на фиксированную величину. Время раунда строго ограничено. После завершения раунда, участник или участники, сделавшие наименьшее количество ставок в этом раунде, выбывают из аукциона. Остальные переходят в следующий раунд.

## Отличие блицаукциона от скандинавского аукциона
Особенностью блицаукционов является то, что в торгах может принять участие ограниченное количество участников, что значительно повышает шансы сделать выгодную покупку. А в скандинавских аукционах могут участвовать неограниченное количество игроков.